# Ceviche
Ceviche – rodzaj sałatki z owocami morza, która pochodzi najprawdopodobniej z Wicekrólestwa Peru. Potrawa popularna jest w przybrzeżnych regionach Ameryki Łacińskiej i na Karaibach.
Tradycyjne ceviche przyrządza się, zalewając surową, posiekaną rybę sokiem z cytrusów (najczęściej limonki), z dodatkiem cebuli, papryczki chili i soli, i pozostawiając do krótkiego zamarynowania.
Ceviche zwykle podawane jest wraz z przystawkami takimi jak słodkie ziemniaki, sałata, kukurydza, awokado lub banan, aby podkreślić smak.

## Galeria

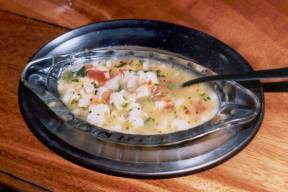
Ceviche z Kostaryki
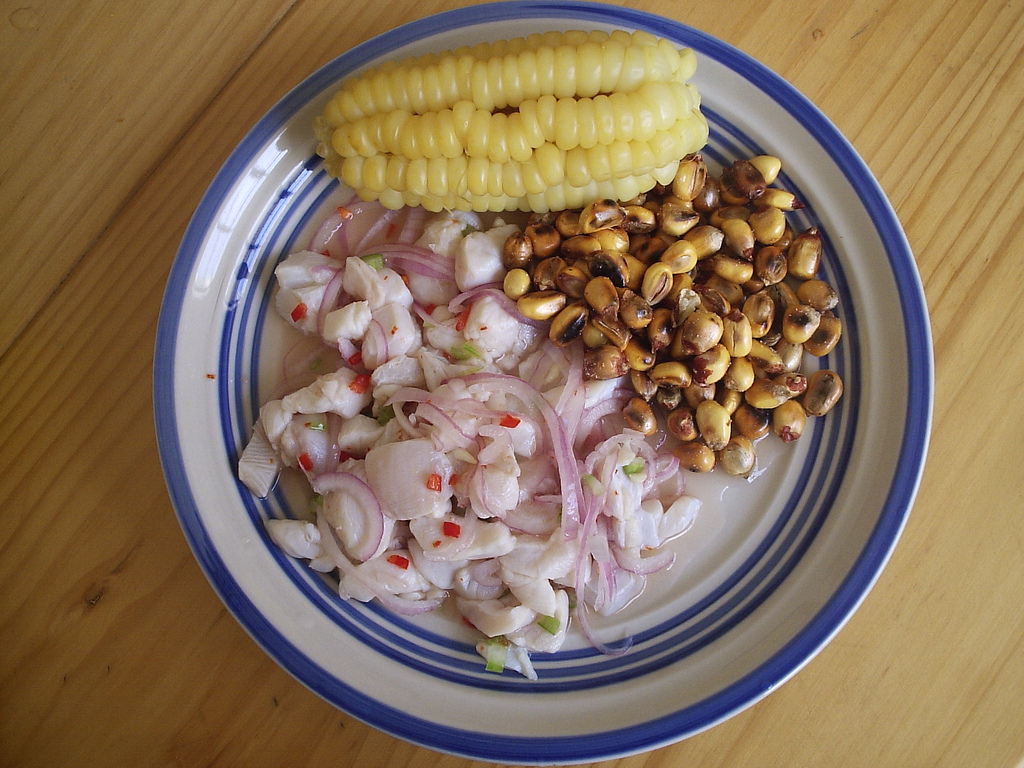
Ceviche